# Андрон
Андрон (др.-греч. ανδρών — мужская комната) или андронитид — специальное помещение древнегреческого или древнеримского жилого дома, предназначенное для празднований и пиров, куда допускались только мужчины.
Как правило, для лучшего освещения андроны располагались у южной наружной стены дома на восточной стороне внутреннего дворика. В больших зданиях андроны нередко предварялись небольшой передней. Часть внутреннего помещения андрона имела несколько заглубленный пол, который украшался декоративной мозаикой. Там устанавливались небольшие столики с угощениями. На возвышенной части андрона располагали несколько пиршественных лож, обычно их число было девять, на каждой из них могло разместиться трое гостей.
Мужчины встречались в андроне на праздничные пирушки (симпосии), для разговоров и обедов.
Андроны были самыми красивыми помещениями в доме. Андроны украшались многочисленными мозаиками, фресками и статуями. В андроне обязательно находился клине — ложе, на котором древние греки ели и пили. В противовес ойкосу андрон составлял публичную и представительскую часть дома.